# Homaloptera maxinae
Homaloptera maxinae és una espècie de peix de la família dels balitòrids i de l'ordre dels cipriniformes.

## Morfologia
Els mascles poden assolir els 5 cm de longitud total.

## Distribució geogràfica
Es troba al Golf de Tailàndia i a les conques dels rius Chao Phraya i Mekong.